# Zwiespalt (Grau)
Zwiespalt (Grau) ist das dritte Soloalbum des deutschsprachigen Rappers Basstard. Es erschien am 27. Juni 2008 über das Independent-Label Horrorkore Entertainment und ist der erste Teil der Zwiespalt-Album-Trilogie, die durch Zwiespalt (Schwarz) und Zwiespalt (Weiss) vervollständigt wurde. Die Stücke des Albums sind zu einem Großteil dem Hip-Hop-Subgenre des Horrorcores zuzuordnen.

## Entstehung und Konzept
Im Jahr 2003 begann Basstard mit den Aufnahmen der Lieder für die Alben Zwiespalt (Schwarz) und Zwiespalt (Weiss). Die Stücke dieser Alben haben einen, laut Aussage des Rappers, „weißen“ oder „schwarzen“ Charakter. Konzeptuell sind die Titel für Zwiespalt (Schwarz) düster und weisen Stilmittel des Horrorcores auf. Dagegen verfolgt Basstard für Zwiespalt (Weiss) einen „poetischen Ansatz“ und thematisiert persönliche und sozialkritische Sachverhalte. Im Rahmen der Produktion entstanden auch Stücke, die nicht in die für die beiden Tonträger gedachten Konzepte passen. Diese Lieder haben „ihren ganz eigenen Charakter“ und wurden zu dem Album Zwiespalt (Grau), das somit den Beginn einer Trilogie markieren soll, zusammengefasst. Zu Beginn des Albums überwiegen die Stücke, die tendenziell dem Konzept von Zwiespalt (Weiss) zugeordnet werden können. In der Mitte des Tonträgers kippt die Stimmung, so dass die Lieder zum Ende von Zwiespalt (Grau) einen negativeren, düsteren Charakter erhalten.
Zwiespalt (Grau) wurde sechs Jahre nach Basstards letztem Soloalbum Obscuritas Eterna veröffentlicht. In der Zwischenzeit erschienen gemeinsame Projekte mit anderen Hip-Hop-Künstlern wie die Alben Verdammt mit DJ Korx oder 666 mit Kaisa. Ungefähr zwei Jahre verbrachte Basstard mit der Förderung des Rappers Massiv. Die Unterstützung umfasste dabei die Anwesenheit bei Aufnahmen, die Finanzierung und die Vermarktung.

## Titelliste

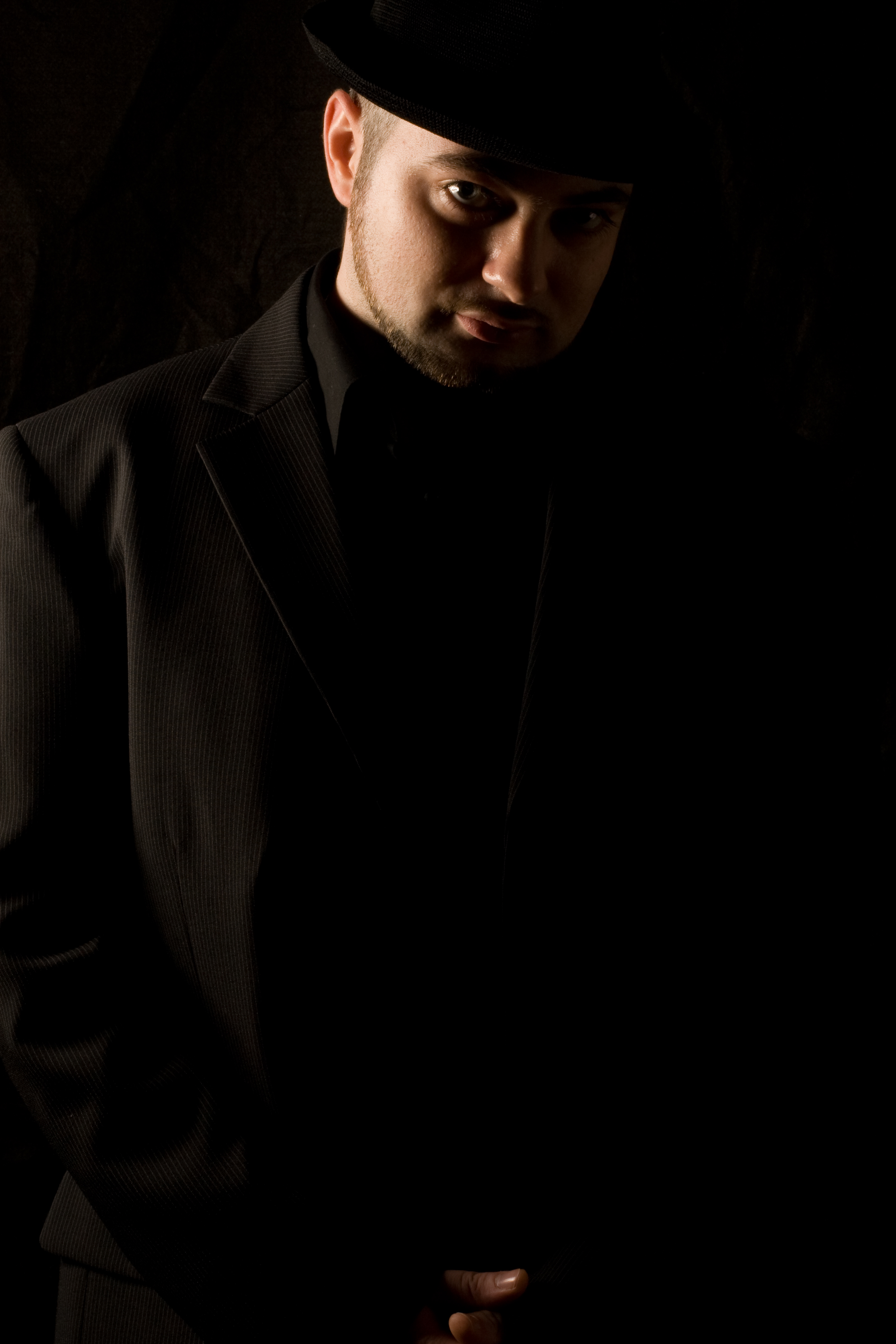
Rapper Basstard

| #  | Titel                  | Gastbeitrag            | Länge |
| -- | ---------------------- | ---------------------- | ----- |
| 1  | Intro                  |                        | 1:09  |
| 2  | Grau                   |                        | 4:07  |
| 3  | Mein Weg               |                        | 4:25  |
| 4  | Red Nicht              | Medizin Mann           | 4:20  |
| 5  | Ich bin ein Berliner 2 |                        | 3:58  |
| 6  | Hört zu                | Schlafwandler und Sicc | 4:20  |
| 7  | Puff Puff              | Sido und Harris        | 5:00  |
| 8  | Atze                   | Jope                   | 3:40  |
| 9  | B.C.                   | Bass Crew              | 4:16  |
| 10 | Klappe zu              | Bass Sultan Hengzt     | 3:26  |
| 11 | Schlafen gehn          |                        | 4:35  |
| 12 | Energie                |                        | 3:37  |
| 13 | Besessen               | Tarek von K.I.Z        | 4:48  |
| 14 | Endzeit                |                        | 3:30  |
| 15 | Kinder des Zorns 2008  | 4.9.0 Friedhof Chiller | 4:45  |
| 16 | Asteroid               |                        | 4:20  |
| 17 | Das ist Berlin         | Prinz Pi               | 3:29  |
| 18 | Wo bist Du?            |                        | 4:59  |
| 19 | Ich Bin!               |                        | 3:49  |
| 20 | Outro                  |                        | 0:14  |

## Musik

### Stil
Zwiespalt (Grau) ist stilistisch dem Hip-Hop-Subgenre des Horrorcores zuzuordnen. Inhaltlich werden dabei unter anderem Themen wie die Apokalypse und Okkultismus behandelt. Dementsprechend sollen die Beats, die musikalische Untermalung der Stücke, dem Zuhörer ein Gefühl der „Düsternis“ vermitteln, was etwa durch den Einsatz tiefer Bässe oder der Verwendung von Geräuschen wie stürmischer Wind oder Glockenschläge erreicht wird. Basstard, welcher der bekannteste deutsche Vertreter dieser Musikrichtung ist, nimmt seit Beginn seiner musikalischen Laufbahn im Jahr 1998 Stücke dieser Art auf. Bereits auf seinem ersten Album Rap Dämon legte der Rapper mit Titeln wie Nacht der Angst oder Rap Dämon, in welchem sich das lyrische Ich als Sohn des Teufels ausgibt, den Grundstein seines Stils, der mit den Alben Obscuritas Eterna und Fegefeuer (Das Projekt) fortgesetzt wurde. Auf Zwiespalt (Grau) werden die Horrorcore-Titel durch einige Stücke ergänzt, die der allgemeineren Variante des Musikgenres Hip-Hop zugeschrieben werden können.

### Rhythmus
Die Texte des Albums werden über Beats, die in der Rap-Musik die instrumentelle, rhythmische Komponente der Lieder darstellt, vorgetragen. Das Rahmenwerk der Musik bildet dabei der 4⁄4-Takt, der die übliche Taktart für Hip-Hop-Stücke darstellt.

### Produktion
An der Entstehung von Zwiespalt (Grau) waren eine Reihe von Produzenten beteiligt. Der Berliner Woroc hat dabei mit drei Beats die meisten Produktionen beigesteuert, er ist für die Titel Ich bin ein Berliner 2, Energie und Kinder des Zorns 2008 verantwortlich. Zwei weitere Stücke, Atze und B.C., wurden von Frauenarzt produziert. DJ Korx, der gemeinsam mit Basstard das Label Horrorkore Entertainment leitet, hat den Beat zum Titel Grau und Mach One die musikalische Untermalung zum Lied Mein Weg beigesteuert.
Red nicht wurde von Flash Gordon und Hört zu von Datz Heat produziert. Des Weiteren wurden zwei Beats von Mehdie beigesteuert. Er war durch die Produktion der Stücke Puff Puff und Besessen an der Entstehung des Tonträgers beteiligt. Mehdie hat auch für den Beat des Lieds Wo bist du? eine Gitarre eingespielt. High Hat ist für die Beats der Titel Klappe zu und Asteroid verantwortlich. Außerdem wurde Schlafen gehn von Ax-L, Endzeit von Kardinal Blunt und Das ist Berlin von Djorkaeff und Beatzarre produziert. Auf Zwiespalt (Grau) hat Basstard zudem erstmals selber Beats produziert. Diese sind auf den Liedern Ich bin! und Wo bist du? zu hören.
Das abschließende Mastering des Albums fand in der niedersächsischen Landeshauptstadt Hannover statt. Dort übernahm Time Tools Mastering die Audionachbearbeitung.

## Texte
Die Zusammenführung der Stile, die sich Basstard für die „schwarzen“ und „weißen“ Teile der Zwiespalt-Reihe vorstellt, wirken sich auf die Themenvielfalt der Texte von Zwiespalt (Grau) aus. So werden die für Basstard typischen Motive des Weltuntergangs und des Satanismus ebenso aufgegriffen, wie Drogenkonsum, die Zuneigung zur Heimatstadt, Freundschaft oder aktuelle politische Themen.
Ein zur Entstehungszeit des Albums aktuelles Thema wird etwa auf Hört zu behandelt. In diesem Titel beschäftigen sich Basstard, Schlafwandler und Sicc mit staatlichen Überwachungsmechanismen und der Vorratsdatenspeicherung. Die Rapper kritisieren den Angriff der Privatsphäre durch die Regierung, die von Basstard als inkompetent bezeichnet wird. Des Weiteren wird dem Zuhörer dazu geraten, aufmerksam zu sein und sich gegen die Pläne der Regierung zur Wehr zu setzen („Junge hör zu, das System überwacht dich, es hört zu! Mach den Mund auf und sag was.“). In einem Interview äußerte Basstard seine Meinung zu staatlicher Überwachung.

„Das ist typisch für die neue Form des Kapitalismus: Eine Katastrophe wird als Vorwand genommen, radikale Umstrukturierungen zugunsten des Staates und zum Nachteil des Volkes vorzunehmen. Schnell und leise, so dass dem Volk keine Zeit bleibt, sich zu wehren.“

Die Idee dieses Thema in einem Lied zu verarbeiten, entstand durch ein Telefonat mit Frauenarzt. Dieser schickte Basstard Informationen über einen Gesetzesentwurf des Bundeskabinetts, der die ein halbes Jahr rückwirkende Speicherung sämtlicher Internet- und Telefonkontakte verlangt. Der Rapper zeigte sich in einem Interview verwundert, dass der geplante Eingriff in die Privatsphäre des Einzelnen nicht auf Gegenwehr durch die Bevölkerung stoße. Er vergleicht die Situation in Deutschland mit der des Irans, wo Menschen, die nach Freiheit streben, sanktioniert werden und führt als Beispiel seine eigenen Eltern an, die sich im Iran politisch engagiert haben und als Resultat dessen seine Mutter hingerichtet wurde, als Basstard zwei Jahre alt war. In Deutschland scheine kein Interesse zu bestehen, die Redefreiheit wahrzunehmen. Hört zu solle dazu bewegen, sich zu engagieren.
Zwei Stücke handeln von Basstards Heimatstadt Berlin. Diese sind Das ist Berlin und Ich bin ein Berliner 2. In den Stücken wird einerseits die Zuneigung des Hip-Hop-Musikers zu Berlin beschrieben und andererseits die negativen Seiten aufgezählt. Zu diesen gehören etwa Korruption („Sogar unsere Bullen machen Bares manchmal lieber schnell“), Prostitution, Konsum chemischer Drogen und Drogenhandel sowie Diebstahl.
In dem Titel Puff Puff behandelt Basstard gemeinsam mit Deine Lieblings Rapper das Thema Drogenkonsum. Dabei wird der Kauf von Joints und das anschließende Rauchen beschrieben („Ich kauf mir nichts, außer Gras für meinen Monatslohn.“) sowie die Ablehnung gegenüber Personen, die sich Marihuana-Zigaretten schnorren, zum Ausdruck gebracht. Zur Zeit der Entstehung des Lieds Puff Puff, konsumierte Basstard selbst verstärkt Drogen. Dies führte zur Aufnahme des Titels mit den Rappern Sido und Harris, die dieses Thema bereits häufiger in Liedern aufgegriffen hatten. Da die Beeinträchtigung der Kreativität Basstards durch den häufigen Drogenkonsum mit der Zeit größer wurde, stellte der Rapper einige Zeit nach der Aufnahme des Stücks den Gebrauch von Marihuana ein.

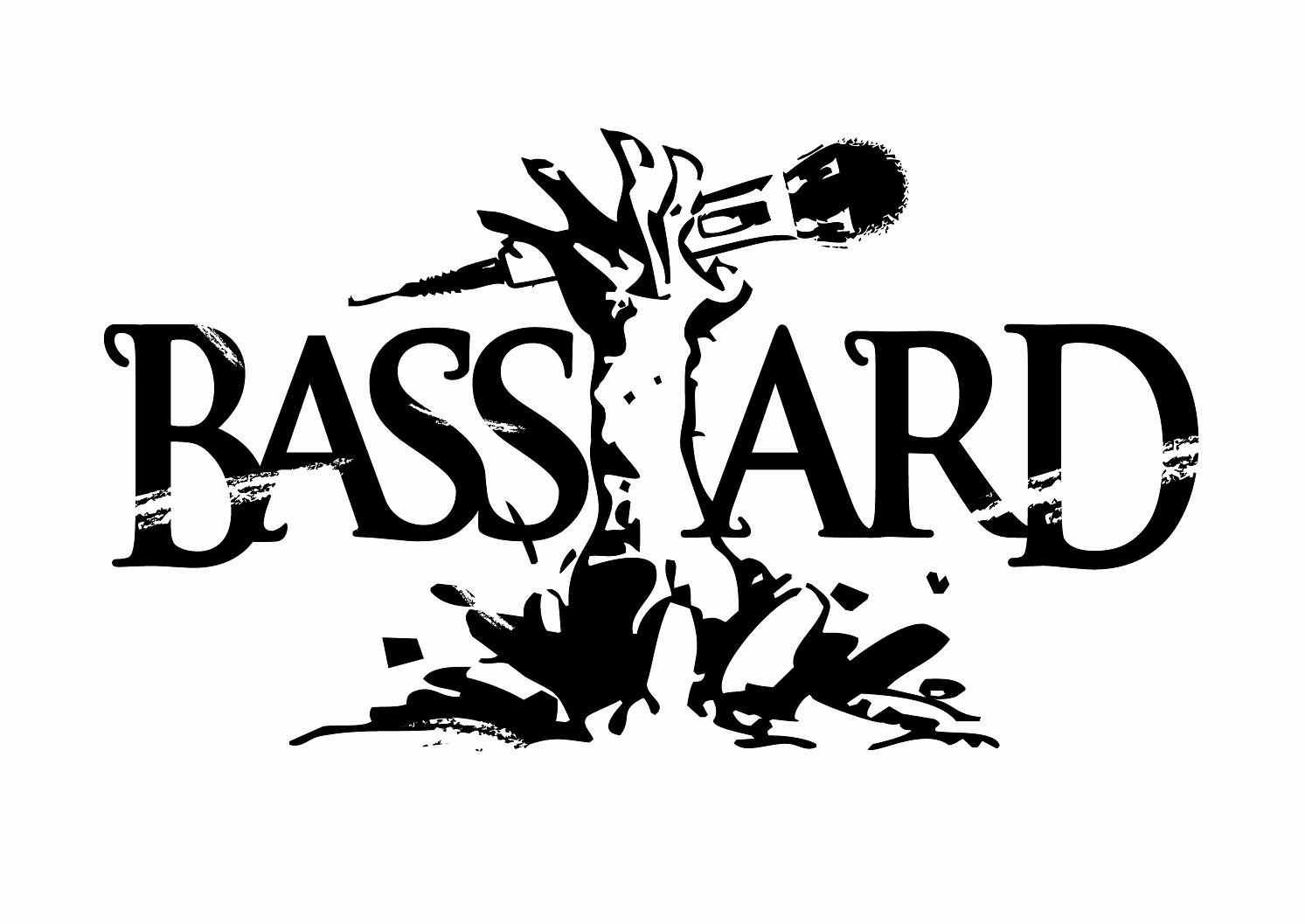
Logo des Rappers Basstard

Die Bedeutung von Freundschaft wird von Basstard und Jope in dem Titel Atze herausgestellt. Dabei wird der Versuch einer Definitionsfindung für den Begriff „Atze“ gemacht. Im Refrain wird der Atze als „ein Bruder, der zu dir hält in einer bitteren, schwarzen, einsamen Zeit“ sowie als „der einzige, der dich versteht und wenn der Tod dich holt, dann weint“ beschrieben. Vor allem die Charaktereigenschaften der Loyalität, Vertrauen und Respekt sowie die Vermeidung von Arroganz, Neid und Verrat sind entscheidende Kriterien für Freundschaft.
Ein weiteres für Basstards sonstigen Stil untypisches Lied ist Klappe zu. Darin wird das Thema Sex behandelt und von Basstard und Bass Sultan Hengzt Situationen beschrieben, in denen das lyrische Ich mit einer Frau schlafen möchte, dies aber von dieser nicht zugelassen wird („Sie redet und redet, ohne Punkt und Komma, ohne Pause. Obwohl ich ihre Zunge doch für etwas anderes brauche.“).
Die folgenden Stücke sind stärker dem Stil des Horrorcores zuzuordnen. So beschreibt Basstard in dem Stück Endzeit den Zustand der Welt nach einem fiktiven Krieg, der zu der von Menschen verursachten Apokalypse geführt hat („Am Ende der Zeit waren alle Nationen von Grenzen befreit. Der dritte war der letzte Krieg und am Ende hatten wir uns selbst besiegt. Damals war der Himmel blau, als wir gegangen sind, wurde er für immer grau. Stell dir vor es wird nie wieder hell sein, ein Schatten hüllt die Welt ein, das ist die Endzeit!“). Das lyrische Ich schildert Aspekte der sichtbaren Umgebung („Die Sonne wirft blutrote Strahlen hinunter in die Ödniss des nun toten Tals. Gebilde zerstörter Gebäude, vergilbte Graffitis, hier war der Teufel.“) und bringt zum Ausdruck, dass es von der „Endzeit“ ebenfalls betroffen sei („Wir haben es nicht überlebt.“). In einem Interview mit der Internetseite Rap.de äußert sich Basstard, der selber gebürtiger Iraner ist, zu dem Stück Endzeit und nimmt Bezug zu dem iranischen Präsidenten Mahmud Ahmadinedschad. Die Einschätzung des Musikers ist, dass der Präsident Waffen einsetzen werde, sobald ihm diese zur Verfügung stehen und dadurch das von ihm beschriebene Szenario eintreten könne. Auch eine von Menschen verursachte Naturkatastrophe liege aus Sicht des Rappers im Rahmen des Möglichen.

## Gastbeiträge

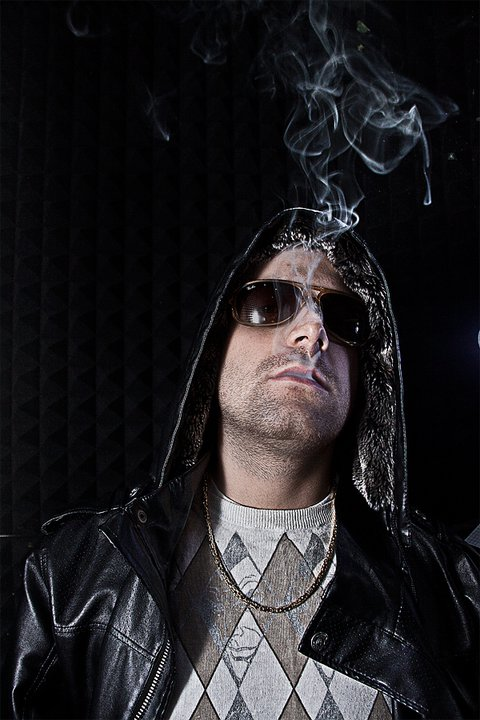
Rapper Medizin Mann

Auf Zwiespalt (Grau) sind eine Reihe deutscher Künstler vertreten. Im Gegensatz zu früheren Veröffentlichungen, auf denen ausschließlich befreundete Interpreten aus dem direkten Umfeld von Basstard an der Entstehung der Lieder beteiligt waren, wurden die Gastrapper gezielt für Stücke angefragt. Unter den vertretenden Künstlern sind auch einige erfolgreiche Rapper zu finden. So entstand der Titel Puff Puff mit den Berlinern Sido und Harris. Der ausschlaggebende Grund für die Zusammenarbeit war, dass Basstard die Präsentation des Themas Pädophilie in dem Lied Peter Frade, das auf dem Album Dein Lieblings Album von Deine Lieblings Rapper zu hören ist, als gelungen umgesetzt empfunden hatte.
Gäste, die aufgrund ihres ähnlichen musikalischen Stils bereits mehrfach mit Basstard zusammengearbeitet haben, sind die 4.9.0 Friedhof Chiller, Sicc und Schlafwandler. Außerdem ist Medizin Mann auf Red nicht zu hören. Dieser war auf der Schluss mit Lustig-Tournee der Back-Up-Rapper Basstards und ist Mitglied bei dem Label Horrorkore Entertainment.
Als weiterer Gast kann der Rapper Tarek genannt werden, der vor allem als Mitglied der Hip-Hop-Gruppe K.I.Z bekannt ist. Mit diesem nahm Basstard das Stück Besessen auf. Das Lied entstand vor dem Erfolg von K.I.Z und sollte ursprünglich der Förderung Tareks dienen. Mit Friedrich Kautz, der unter dem Pseudonym Prinz Pi bekannt ist, nahm Basstard das Stück Das ist Berlin und mit Jope den Titel Atze auf. Gemeinsam mit der aus den Rappern MC Bogy und Frauenarzt bestehenden Bass Crew entstand das Lied B.C. Beide Gastmusiker sind langjährige Freunde von Basstard und Mitglieder der Berliner Formation Berlin Crime. Des Weiteren war Bass Sultan Hengzt, der bereits in den Jahren vor der Veröffentlichung von Zwiespalt (Grau) mit Basstard zusammengearbeitet hatte, an der Entstehung von Klappe zu beteiligt.
Neben den Gastrappern sind die Hooklines einiger Lieder von Sängern beigetragen worden. Der Refrain des Stücks Schlafen gehn wurde von Ax-L eingesungen. Für Puff Puff wurde der Hip-Hop-Musiker Mehdie herangezogen. Des Weiteren steuert der Berliner Sady K die Hookline des Titels Wo bist du? und Lady Junkz den Refrain zu Ich bin! bei. Außerdem ist im Lied Ich bin! eine Bridge von Papa Geno zu hören.

## Illustration
Das Cover zeigt das Gesicht MC Basstards. Die, vom Betrachter aus gesehen, linke Gesichtshälfte wird dabei beleuchtet, wohingegen der restliche Teil des Gesichts im Dunkeln liegt. Dadurch wird das Konzept des Tonträgers auf die Illustration der CD übertragen.
Die Fotos des Booklets wurden von Murat Aslan geschossen. Casu Design übernahmen die anschließende Foto-Retusche für das Cover. Für das Cover-Layout und das Grafik-Design ist C.O.G. Graphix verantwortlich. Dieser hatte zuvor bereits die künstlerische Leitung bei der Gestaltung der Cover zu 666 von Basstard und Kaisa, Danke Deutschland von Manny Marc sowie Dorn im Auge und Keine Wärme von Kaisa.

## Vermarktung
Im Vorfeld der Veröffentlichung von Zwiespalt (Grau) wurde ein Snippet im Internet zum Herunterladen angeboten. Snippets sind Audiodateien, die dem Hörer einen Eindruck über das erscheinende Album geben. Im Snippet zu Basstards viertem Soloalbum wird das Konzept der Album-Trilogie kurz wiedergegeben und jedes Stück des Tonträgers angespielt.
Des Weiteren ist der Titel Endzeit auf der Myspace-Seite des Hip-Hop-Musikers anhörbar, und das als „Free-Song“ bezeichnete Stück Mein Reich wurde auf der Website des Labels Horrorkore Entertainment veröffentlicht.

## Selbstwahrnehmung

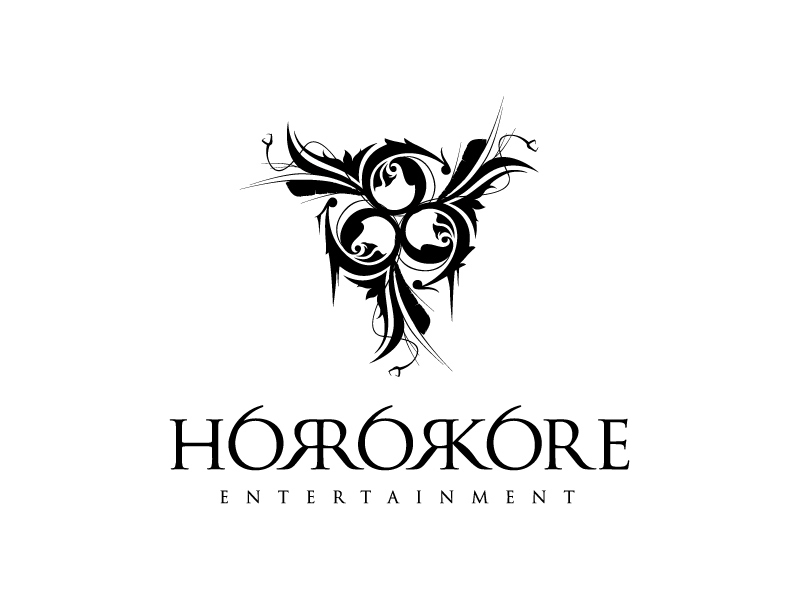
Logo des Labels Horrorkore Entertainment

Basstard äußerte sich zufrieden zu seinem dritten Soloalbum. Er sehe vor allem hinsichtlich der Produktionen der Lieder eine Steigerung im Vergleich zu früheren Veröffentlichungen. Auf die Qualität der Beats habe der Berliner im Arbeitsprozess verstärkt geachtet, sodass einige Stücke wieder verworfen wurden, da sie nicht den von Basstard festgelegten Qualitätsstandards der sonstigen Titel entsprachen. Neben der Beats lege der Rapper Wert darauf, dass seine Texte einen inhaltlichen Entwicklungsprozess durchgemacht haben. Die für das Subgenre des Horrorcores typischen Thematiken werden zwar auf einigen Titeln aufgegriffen, daneben finden sich auf Zwiespalt (Grau) aber auch einige Stücke die Basstards politische Einstellung widerspiegeln oder humoristische Elemente beinhalten. Dies sehe der Hip-Hop-Musiker als Erweiterung seines künstlerischen Spektrums.

## Kritik
Zwiespalt (Grau) wurde in Kritiken der sich mit Hip-Hop auseinandersetzenden Medien durchschnittlich bis gut bewertet. Dies lässt sich anhand der Rezensionen des Hip-Hop-Magazins Juice und der Internetseite Rap.de zeigen. Die Redaktion von Rap.de hebt die Vielseitigkeit des Tonträgers heraus und sehe in Zwiespalt (Grau) „eine gute Alternative“ für die Musikhörer, die Basstards sonstigen Horrorcore-Stil als zu einseitig empfinden. Im Gegensatz dazu kritisiert die Juice die unterschiedlichen Stile der Stücke, da diese für sich zwar „jeweils interessantes Material“ darstellen, Zwiespalt (Grau) dadurch jedoch „alles andere als ein rundes Album“ sei.
Der Titel Klappe zu wird von Rap.de positiv bewertet. Aus Sicht der Redaktion werde die Thematik „unterhaltsam umgesetzt“. Außerdem wird die Leistung Bass Sultan Hengzts gelobt, wohingegen Basstard an der Umsetzung der Selbstdarstellung als Drogenkonsument in dem Titel Puff Puff scheitere. Sowohl Basstards Beitrag als auch die Strophen von Harris und Sido werden negativ kritisiert. Das Gleiche gilt für das Lied als Gesamtprodukt, das aus Sicht der Rap.de-Redaktion „eine gewöhnungsbedürftige Mischung aus Elektrobeat, Dancehallhook und Rapparts“ sei. Der zuständige Redakteur der Juice hebt sowohl die Stücke Klappe zu und Das ist Berlin, als auch den Titel Puff Puff, als „inhaltlich und […] musikalisch […] ungewohnt eingängig“ heraus.
In beiden Rezensionen wird die Variabilität der Stimme von Basstard gelobt. So bezeichnet die Juice die Leistung des Rappers in den Stücken Red nicht und Kinder des Zorns 2008 als „beeindruckendes Stimmenspiel“. Der Klang der Stimme passe sich den verschiedenen Thematiken der Lieder an und vermittele dem Zuhörer dadurch etwa Ironie oder Finsternis. Rap.de nennt etwa den Titel Ich bin! stimmlich eine „wahre Meisterleistung“. Des Weiteren kritisiert Rap.de positiv die wechselnde Geschwindigkeit der Vortragsweise, die Basstard „zwischen überaus souveränem und gut verständlichen Doubletime und Slow-Rap“ variiere.
Rap.de äußert als Hauptkritikpunkt die Gastbeiträge. Die auftretenden Rapper zeigen bei den meisten Liedern schlechtere Leistungen als Basstard. So „schwächeln“ etwa Frauenarzt und Bogy sowie Sicc und Schlafwandler, deren Beiträge das qualitative Niveau des Stücks Hört zu senken. Positiv sei im Gegensatz dazu die Zusammenarbeit mit Prinz Pi zu sehen. Außerdem bezeichnet Rap.de die Titel Schlafen gehen und Besessen als „zwei rundum gelungene Tracks“ und die Beats als „durch viel Kraft, Atmosphäre und Individualität“ überzeugend. Zusammenfassend attestiert die Redaktion der Juice dem Tonträger „einerseits erfrischend neue Herangehensweisen, andererseits gewohnt harte Kost“ und wertet Zwiespalt (Grau) mit 3,5 von möglichen sechs „Kronen“.